# Abū Zayd al-Balkhī
Abū Zayd Aḥmad ibn Sahl al-Balkhī (in persiano ابو زید احمد بن سهل بلخی‎; Shamistiyān, 850 – 31 ottobre 934) è stato un medico, geografo e psicologo persiano musulmano.
Scienziato poliedrico, Abū Zayd Aḥmad ibn Sahl Balkhī nacque in un centro della provincia di Balkh (Grande Khorasan, oggi Afghanistan). Figlio di un maestro di scuola del Sīstān, lasciò ancor giovane la propria casa, dirigendosi a piedi verso l'Iraq con un gruppo di pellegrini che si recavano a Mecca per il hajj. In Iraq rimase otto anni, studiando con grande impegno diversi argomenti dello scibile umano e fu, tra gli altri, discepolo di al-Kindi. 
È considerato il fondatore della cosiddetta "Scuola di Balkh".

## Opere
Dei 43 libri da lui scritti, il Kitāb al-Fihrist di Ibn al-Nadim ne ricorda uno di matematica, che qualifica "eccellente". 

In campo geografico si ricordano le sue Forme dei climi riguardavano principalmente mappe geografiche, ma non meno importante è il suo contributo medico, grazie ai suoi Maṣāliḥ al-abdān wa al-anfus (Sostegno dell'anima e del corpo).

## Immagini dei Climi
I suoi Ṣuwar al-aqālīm (Forme dei climi), ospitati nelle omonime opere di al-Iṣṭakhrī e Ibn Hawqal, contengono fondamentalmente mappe geografiche. Per questo suo lavoro è considerato di fatto il fondatore della "Scuola di Balkh", che servì a mappare Baghdad. I geografi di questa Scuola si occupavano approfonditamente anche di popoli, prodotti e costumi della aree del mondo islamico, con quasi nessun interesse rivolto invece (secondo una diffusa tradizione) alle aree non islamiche.

## Sostegno dell'anima e del corpo

### Sanità mentale e patologia mentale
Nel pensiero psicologico islamico, i concetti di sanità mentale e "igiene mentale" furono introdotti da Abū Zayd al-Balkhī, che spesso faceva riferimento alla salute spirituale. Nei suoi Maṣāliḥ al-abdān wa al-anfus fu il primo a discutere con successo delle malattie legate al corpo e alla psiche. Egli usava il termine al-Ṭibb al-rūḥānī (Medicina spirituale) per descrivere la sanità del corpo e degli aspetti psicologici, e il termine Ṭibb al-qalb (La medicina del cuore) per descrivere la medicina della mente. Criticò molti medici del suo tempo per il fatto di porre troppa enfasi sulle malattie del corpo, trascurando quelle della psiche dei pazienti, sostenendo che gli aspetti fisici e psichici costituivano nell'uomo un tutt'uno.
Al-Balkhī si rifaceva per questo allo stesso Corano e ai ḥadīth attribuiti a  Maometto, come:
(Corano II:10)
(Sahih al-Bukhari, Kitāb al-Īmān)
(Musnad di Ahmad ibn Hanbal, n. 8707)

### Psicologia cognitiva e medica e terapia cognitiva
Abū Zayd al-Balkhī è stato il primo a distinguere nettamente la nevrosi e la psicosi, e il primo a classificare i disturbi nevrotici e un pioniere della terapia cognitiva per trattare ciascuno di tali disturbi. Classificò le nevrosi distinguendole in paura e ansia, collera e aggressività, tristezza e depressione, e ossessione. Classificò inoltre tre tipi di depressione: depressione normale o tristezza (huzn), depressione endogena, originata dal corpo stesso, e reattiva depressione clinica, originata all'esterno del corpo. Scrisse anche che un individuo sano avrebbe sempre conservato pensieri e sentimenti sani nella sua mente nel caso di esplosioni emotive impreviste, nello stesso modo in cui droga e primo soccorso sono tenuti a disposizione in caso di impreviste emergenze fisiche. Affermò che un equilibrio tra mente e corpo è necessario per una buona salute e che uno squilibrio tra i due può causare malattie. 
Al-Balkhi introdusse anche il concetto di inibizione reciproca (al-ʿilāj bi-l-ḍidd), che fu riproposto dopo secoli da Joseph Wolpe nel 1969.

### Psicofisiologia e medicina psicosomatica
Il medico musulmano Abū Zayd al-Balkhī fu un pioniere della psicoterapia, della psicofisiologia e della medicina psicosomatica. Sosteneva che il fisico dell'uomo e il suo spirito potevano essere in buona salute o malati, o "bilanciati oppure sbilanciati", e che la patologia mentale poteva avere cause tanto psicologiche, quanto fisiologiche. 
Scrisse che lo sbilanciamento del corpo poteva comportare febbre, emicrania, e altri disagi fisici, mentre quello dello spirito poteva generare collera, ansia, tristezza e altri sintomi di disagio mentale. 

Individuava due tipi di depressione: uno causato da ragioni note come il dolore o il fallimento, che possono essere trattati psicologicamente attraverso  metodiche esterne come la persuasione verbale, la predica e il consiglio oppure tramite metodiche interne, come lo sviluppo di pensieri e cognizioni interiori che aiutano la persona a liberarsi della sua condizione depressiva. L'altro tipo è causato da ragioni ignote quali un'"improvvisa afflizione di dolore e angoscia, che persiste continuamente, impedendo alla persona affetta qualsiasi attività fisica o mostrare qualsiasi felicità o il godere di uno dei piaceri", che può essere causata da ragioni fisiologiche (come l'impurità del sangue) e che può essere trattata farmacologicamente.